# Chaux-lès-Port
Chaux-lès-Port é uma comuna francesa na região administrativa de Borgonha-Franco-Condado, no departamento de Alto Sona. Estende-se por uma área de 4,15 km². Em 2010 a comuna tinha 166 habitantes (densidade: 40 hab./km²).